# Cumas
Cumas (em grego clássico: Κύμη/Κύμαι; romaniz.: Kúme/Kúmai; em latim: Cumae; em italiano: Cuma) foi uma colónia grega fundada em cerca de 750 a.C. por colonos de Cálcis na Campânia, a 19 quilômetros de Nápoles, na Itália. É talvez a mais antiga colônia grega no Ocidente e foi lar de uma sibila, cuja caverna ainda existe. Controlava as porções mais férteis da planície campana. Os etruscos foram seus principais inimigos durante a segunda metade do século VI e primeira do V a.C., mas conseguiram resistir a eles. Após cerca de 440 a.C., quando a supremacia etrusca colapsou, os samnitas superaram os gregos de Cumas em 428 e 421 a.C., cuja cidade perdeu vários de seus aspectos culturais gregos. Sua cunhagem deixou de ser emitida, e um dialeto italiota, o osco (e depois latim), substituiu o grego. A República Romana subjugou-a em 338 a.C.. Foi continuamente ocupada até ser destruída em 1205. Restos de fortificações e túmulos de todos os períodos foram encontrados na acrópole e outros lugares na área.